# Rastatter Friede

Europa im Jahre 1713 nach den Friedensverträgen von Rastatt und Utrecht mit den wesentlichen territorialen Änderungen:

Mit dem Rastatter Frieden wurde der spanische Erbfolgekrieg (1701–1714) beendet. Der Vertrag zwischen Frankreich und Österreich bestätigte im Wesentlichen den vorausgegangenen Frieden von Utrecht, den Österreich noch nicht hatte akzeptieren wollen.
Die Friedensverhandlungen in Rastatt begannen am 26. November 1713. Am 6. März 1714 (nach anderen Quellen am 7. März) wurde der Friede abgeschlossen. Dem Rastatter Frieden folgte noch der Friede von Baden zwischen weiteren Kriegsbeteiligten, insbesondere zwischen Frankreich und dem Heiligen Römischen Reich.
Auf französischer Seite verhandelte Marschall Villars, für den Kaiser war Prinz Eugen von Savoyen mit der Verhandlungsführung beauftragt.

## Ergebnis der Verhandlungen
An Österreich fielen Breisach am Rhein, Freiburg im Breisgau und Kehl, die Spanischen Niederlande, Sardinien und die früher zur spanischen Krone gehörenden Teile in Italien, einschließlich der Lombardei mit dem Herzogtum Mailand, das Herzogtum Mantua und das Königreich Neapel.
Frankreich musste alle insbesondere rechtsrheinischen Eroberungen im Reich räumen, blieb aber im Besitz der Stadt Landau in der Pfalz mit seiner Festung.
Der Kaiser Karl VI. musste den französischen Verbündeten, Kurfürst Max Emanuel von Bayern und dem Erzbischof von Köln, Joseph Clemens von Bayern, ihren früheren Status und Besitz wieder zurückgeben.

## Sprache
Der Vertrag war in französischer Sprache statt des bisher üblichen Lateins abgefasst. Der Grund hierfür war vor allem das geringe Vertrauen in die eigenen Lateinkenntnisse aufseiten Marschall Villars, der eine militärische, aber keine diplomatische Ausbildung besaß. Er fürchtete, bei der Übertragung der Verhandlungsergebnisse ins Lateinische übervorteilt zu werden, nachdem er vom französischen Außenminister Torcy vor endlosen Verhandlungen über einzelne Formulierungen und zeitraubende Rückfragen bei den Regierungen in Wien und Paris gewarnt worden war. Villars Entscheidung begünstigte seine Aufnahme in die Académie française (Sitz Nr. 18 in der Nachfolge von Jean-François de Chamillart) am 23. Juni 1714:

« La place d'Academicien & les éloges qu’on y donne a M. le Marêchal de Villars, lui sont dûs à d'autant plus juste titre, que M. de Villars a fait triompher la Langue Françoise par le Traité de Rastat, qui a été rédigé en François. »

„Der Sitz in der Akademie und die Lobpreisungen, die Herrn Marschall de Villars zuteil wurden, gebühren ihm umso mehr, als Herr de Villars der französischen Sprache durch den Vertrag von Rastat, der in Französisch verfasst wurde, zum Triumph verhalf.“

Dagegen hätte Ludwig XIV. eine lateinische Vertragsfassung akzeptiert. Trotz einer Klausel, dass damit kein Präzedenzfall für künftige internationale Verträge geschaffen werden sollte, entwickelte sich Französisch in der Folge zur Diplomatiesprache. Die Vorbehaltsklausel tauchte in fast identischer Form noch im Präliminarfriedensvertrag von Wien (1735), dem Friedensvertrag von Wien (1737) und dem Friedensvertrag von Aachen (1748) auf. Im Vertrag von Hubertusburg (1763) verzichtete man erstmals auf sie.